# سرگئی گریگوریان (آکادمیسین)
سرگئی واغارشاکی گریگوریان (ارمنی: Սերգեյ Վաղարշակի Գրիգորյան؛  زادهٔ ۱۲ آوریل ۱۹۳۴ - درگذشته ۲۶ دسامبر ۲۰۱۶) زمین‌شناس، زمین‌شیمیدان و استاد اهل ارمنستان بود.

## زندگی‌نامه
وی در ۱۲ آوریل ۱۹۳۴ در واردنیس به دنیا آمد و از دانشگاه دولتی فلزات غیرآهنی مسکو (۱۹۵۸) فارغ‌التحصیل گشت. وی عضو فرهنگستان ملی علوم ارمنستان بود. همچنین برندهٔ جوایزی همچون نشان پرچم سرخ کار شده است. وی در ۲۶ دسامبر ۲۰۱۶ در سن ۸۲ سالگی درگذشت.

## یادداشت
1. ↑  Երկրաբանա-հանքաբանական գիտությունների դոկտոր
2. ↑  Երկրաբան
3. ↑  երկրաքիմիկոս
4. ↑  Մոսկվայի գունավոր մետաղների և ոսկու ինստիտուտ